# Tipula rhodolivida
Tipula rhodolivida är en tvåvingeart som beskrevs av Theowald 1972. Tipula rhodolivida ingår i släktet Tipula och familjen storharkrankar. Inga underarter finns listade i Catalogue of Life.